# نیکی چائو
نیکی چائو (انگلیسی: Niki Chow؛ زادهٔ ۳۰ اوت ۱۹۷۹) بازیگر، مدل و خواننده اهل هنگ کنگ است.
از فیلم‌ها یا مجموعه‌های تلویزیونی که وی در آن‌ها نقش داشته‌است، می‌توان به «هنک کنگ ۲۰۱۲ را دوست دارم» اشاره نمود.